# Agonès
Agonès is een gemeente in het Franse departement Hérault (regio Occitanie) en telt 210 inwoners (2005). De plaats maakt deel uit van het arrondissement Lodève.

## Geografie
De oppervlakte van Agonès bedraagt 4,2 km², de bevolkingsdichtheid is 50,0 inwoners per km².
De onderstaande kaart toont de ligging van Agonès met de belangrijkste infrastructuur en aangrenzende gemeenten.

## Demografie
Onderstaande figuur toont het verloop van het inwonertal (bron: INSEE-tellingen).